# Carlos Infante
Carlos Jesús Infante Figueroa (ur. 14 lutego 1982 w Nezahualcóyotl) – meksykański piłkarz występujący najczęściej na pozycji defensywnego pomocnika, obecnie zawodnik La Piedad.